# 斯莱特·马丁
斯莱特·马丁（英語：Slater Martin，1925年10月22日—2012年10月18日），美国NBA联盟前职业篮球运动员，為奈史密斯籃球名人堂成員。